# Natação artística no Campeonato Europeu de Esportes Aquáticos de 2022 - Rotina técnica dueto
A prova da rotina técnica dueto da natação artística no Campeonato Europeu de Esportes Aquáticos de 2022 ocorreu entre o dia 15 de agosto no Foro Italico, em Roma na Itália. 

## Calendário
| Fase  | Data         | Hora  |
| ----- | ------------ | ----- |
| Final | 15 de agosto | 09:30 |

Todos os horários estão no horário local (UTC+1)

## Medalhistas
| Ouro                                              | Prata                                                    | Bronze                                  |
| Ucrânia · Maryna Aleksiiva · Vladyslava Aleksiiva | Áustria · Anna-Maria Alexandri · Eirini-Marina Alexandri | Itália · Linda Cerruti · Costanza Ferro |

## Resultado final
Esse foi o resultado da final.
| Pos.              | Nacionalidade | Nadadoras                                    | Pontos  |
| ----------------- | ------------- | -------------------------------------------- | ------- |
| Medalha de ouro   | Ucrânia       | Maryna Aleksiiva Vladyslava Aleksiiva        | 92.8538 |
| Medalha de prata  | Áustria       | Anna-Maria Alexandri Eirini-Marina Alexandri | 91.9852 |
| Medalha de bronze | Itália        | Linda Cerruti Costanza Ferro                 | 90.3577 |
| 4                 | Grécia        | Sofia Malkogeorgou Evangelia Platanioti      | 88.4669 |
| 5                 | Países Baixos | Bregje de Brouwer Marloes Steenbeek          | 85.9743 |
| 6                 | Israel        | Shelly Bobritsky Ariel Nassee                | 84.3681 |
| 7                 | Reino Unido   | Kate Shortman Isabelle Thorpe                | 84.2598 |
| 8                 | Alemanha      | Marlene Bojer Michelle Zimmer                | 83.6096 |
| 9                 | Suíça         | Ilona Fahrni Babou Schupbach                 | 81.1615 |
| 10                | San Marino    | Jasmine Verbena Jasmine Zonzini              | 79.3951 |
| 11                | Chéquia       | Karolína Klusková Aneta Mrázková             | 78.0686 |
| 12                | Hungria       | Linda Farkas Boglárka Gács                   | 76.5595 |
| 13                | Bulgária      | Nia Atanasova Dalia Penkova                  | 74.9435 |
| 14                | Sérvia        | Sofija Džipković Jelena Kontić               | 73.8506 |
| 15                | Dinamarca     | Karoline Christensen Mia Heide               | 68.7978 |
| 16                | Suécia        | Anna Hogdal Clara Ternstrom                  | 68.5743 |
| 17                | Malta         | Thea Blake Ana Culic                         | 64.3190 |
| 18                | Turquia       | Ece Üngör Selin Telci                        | 63.1037 |